# In fieri (EP)
In fieri è il primo EP del duo musicale Santi Francesi, pubblicato il 12 dicembre 2022 dall'etichetta Sony Music.

## Descrizione
Dopo l'addio di Davide Buono, e il rinomino della band da The Jab a Santi Francesi, eventi avvenuti nel 2021, il duo riprende a fare musica. Durante l'anno seguente, fanno uscire vari singoli, per poi partecipare alla sedicesima edizione di X Factor, dove vengono presi dal loro coach Rkomi e in seguito vincono.
L'EP è stato annunciato dal singolo Non è così male, pubblicato un mese prima di rilasciare il progetto.
Si compone di sei tracce, quattro inediti (uno dei quali presenta il featuring della band FASK), e due cover.

## Tracce
Testi e musiche di Alessandro De Santis, Mario Francese, eccetto dove indicato.
1. Non è così male – 3:14
2. Il pagliaccio – 3:40
3. Spaccio (feat. FASK) – 2:35 (testo: Alessandro De Santis, Mario Francese, Aimone Romizi)
4. Medicine – 3:37
5. Un ragazzo di strada – 2:02 (testo: Nicola Salerno, Angelo Ravasini, Franco Califano)
6. Creep – 3:37 (testo: Thom Yorke)